# Ngerulmud
Ngerulmud és la capital de la República de Palau, una nació de l'oceà Pacífic. Va reemplaçar Koror, la ciutat més gran de Palau, l'any 2006. La població es troba a l'estat de Melekeok, a Babeldaob, l'illa més gran del país, a uns 20 km al nord-est de Koror i a 2 km al nord-oest de Melekeok.

## Història

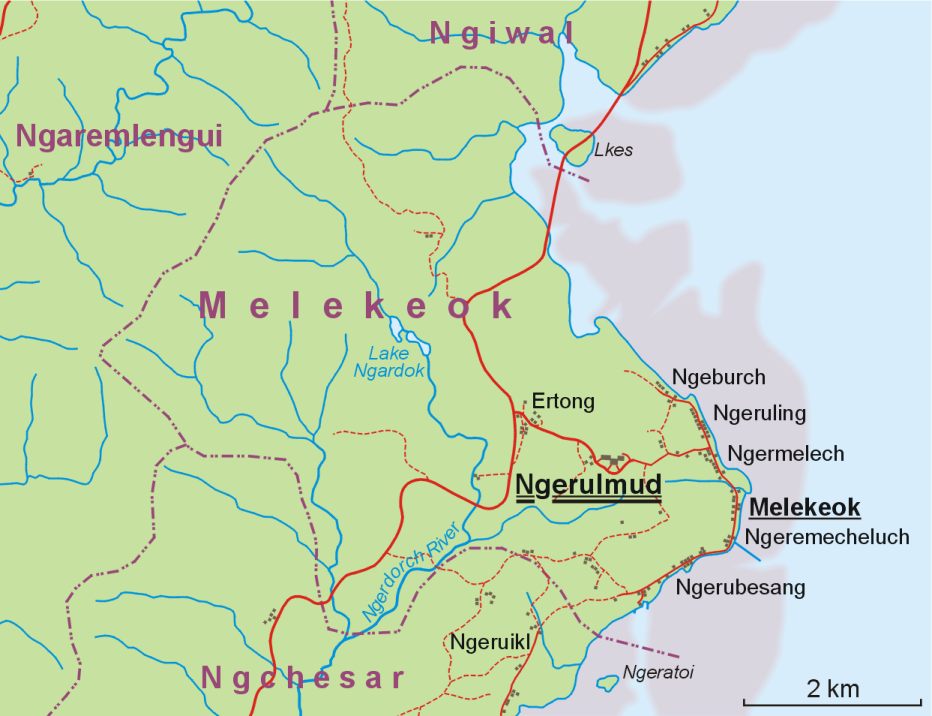
Ubicació de Ngerulmud a l'Estat de Melekeok

La capital anterior estava situada provisionalment a Koror. La constitució del país, ratificada el 1979, va establir la construcció d'una nova capital permanent a Babeldaob dins els primers deu anys des de la data efectiva de la constitució. La planificació de la nova capital va començar el 1986, quan un contracte per la construcció del complex del capitoli va ser assignat a una empresa d'arquitectura basada a Hawaii, Architects Hawaii Ltd. (AHL), la qual anteriorment hi havia dissenyat el capitoli dels Estats Federats de Micronèsia, situat a Palikir. El progrés va ser lent, per la manca d'enginyers i arquitectes a Palau, i la majoria dels materials de construcció es van haver d'importar.
Els treballs no van començar fins a principis del 2000, quan Palau va assegurar un prèstec de 20 milions de dòlars americans per part de Taiwan com a part dels esforços per millorar les relacions entre ambdós països i aconseguir el reconeixement diplomàtic de Palau per part de Taiwan. Amb edificis separats per l'Olbiil Era Kelulau (legislatura del país) i també les oficines judicials i executives, connectades mitjançant una plaça central oberta, el complex costava més de 45 milions de dòlars americans, i es va obrir oficialment el 7 d'octubre de 2006, amb una assistència de més de 5.000 persones. Oficials del govern van traslladar les seves oficines de Koror a Ngerulmud poc després.
Un article de 2013 a The Wall Street Journal va informar que l'edifici del capitoli, el qual era "poc adequat pel clima local", havia endeutat Palau, i el sistema de ventilació recentment havia causat una infecció de fongs. A l'abril de 2013 l'oficina de correus de Ngerulmud va ser tancada de forma definitiva, com a mesura per a retallar les despeses. Havia estat inaugurada el desembre 2011, seguint una resolució d'Olbiil era Kelulau, i era una de les dues que hi havia a Palau (l'altra estava a Koror). Durant els seus 16 mesos d'operació, les despeses havien superat els 30.000 dòlars, mentre els ingressos, principalment de segells, eren menys de 2,000 dòlars. Ngerulmud és la única població de Palau amb codi postal propi (96939), mentre la resta del país utilitza el 96940. El Servei Postal dels Estats Units serveix Palau com a part del Pacte d'Associació Lliure amb els Estats Units.
El juliol de 2014 Ngerulmud va ser seu del 45è Fòrum de les Illes de l'Oceà Pacífic. Tanmateix, la majoria dels esdeveniments del fòrum van tenir lloc a Koror, mentre que els dirigents es van allotjar a Peleliu.